# Змеиное масло

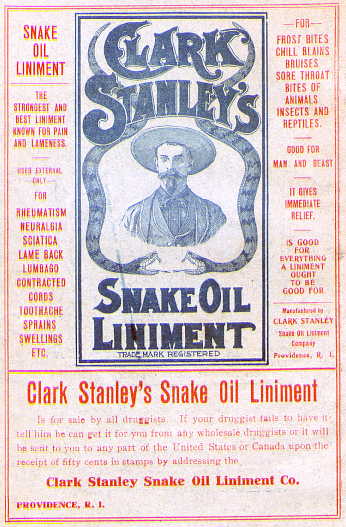
Змеиное масло Кларка Стэнли

Змеиное масло — термин, используемый для описания вводящего в заблуждение маркетинга, мошенничества в сфере здравоохранения или жульничества. Аналогично, «продавец змеиного масла» — это распространённое выражение, используемое для описания того, кто продаёт, продвигает или является сторонником какого-либо бесполезного или мошеннического лекарства, средства или решения. Этот термин происходит от «змеиного масла», которое раньше продавалось как панацея от многих физиологических проблем. Многие предприниматели Европы XVIII-го века и Соединённых Штатов XIX-го века рекламировали и продавали минеральное масло (часто смешанное с различными активными и неактивными домашними травами, специями, лекарствами и соединениями, но не содержащее каких-либо веществ змеиного происхождения) как «мазь из змеиного масла», заявляя о его эффективности как панацеи. Запатентованные лекарства, которые утверждали, что являются панацеей, были чрезвычайно распространены с XVIII-го по XX-й век, особенно среди продавцов, маскирующих вызывающие привыкание наркотики, такие как кокаин, амфетамин, алкоголь и отвары или эликсиры на основе опиума, для продажи на медицинских выставках в качестве лекарств или продуктов, способствующих укреплению здоровья.

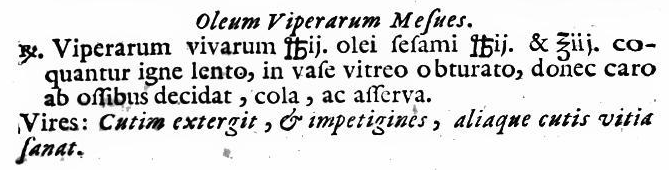
Способ применения змеиного масла 1719/1751 г. (Juan de Loeches, Tyrocinium Pharmaceticum), в переводе с испанского: «Масло гадюки Mesues. Взять 2 фунта живых змей и 2 фунта 3 унции кунжутного масла. Тушить на медленном огне в керамическом горшке, пока мясо не отделится от кости. Процедить. Использовать для очистки кожи, удаления прыщей, импетиго и других дефектов.»

## История
Змеиное масло — изначально лекарство народной медицины, производившееся варкой змей в воде или в масле. Масло китайских водяных змей (Myrrophis chinensis = Enhydris chinensis) веками использовалось в традиционной китайской медицине для лечения болей в суставах, таких как артрит и бурсит. Было высказано предположение, что использование змеиного масла в Соединённых Штатах могло быть связано с китайскими железнодорожными рабочими в середине XIX века, которые много дней подряд работали физическим трудом. Масло китайской змеи, возможно, имело реальные преимущества из−за высокой концентрации омега-3 жирных кислот эйкозапентаеновой кислоты (ЭПК), имеющей сильные обезболивающие и противовоспалительные свойства — больше, чем у лосося; масло гремучей змеи, позже проданное шарлатанами, не содержало значительного количества омега-3. В современном исследовании было обнаружено, что масло морского крайта (Laticauda semifasciata) значительно улучшает способность мышей изучать лабиринты и их выносливость при плавании по сравнению с мышами, которых кормили свиным салом.
Патентованные лекарства возникли в Англии, где в 1712 году был выдан патент на эликсир Ричарда Стоутона. В Соединённых Штатах не существовало федеральных нормативных актов, касающихся безопасности и эффективности лекарств, до принятия Закона о чистых продуктах питания и лекарствах 1906 года. Таким образом, широко распространённый маркетинг и доступность сомнительно рекламируемых патентованных лекарств без известных свойств или происхождения сохранялись в США в течение гораздо большего количества лет, чем в Европе.
В Европе XVIII-го века, особенно в Великобритании, масло гадюки обычно рекомендовалось для лечения многих недугов, в том числе тех, при которых масло гремучей змеи, разновидности гадюки, обитающей в Америке, впоследствии стали использовать для лечения ревматизма и кожных заболеваний. Хотя в западном мире существуют сообщения о масле, полученном из жира различных гадюк, утверждения о его эффективности в качестве лекарства никогда не были тщательно изучены, и его эффективность неизвестна.

## От панацеи к шарлатанству

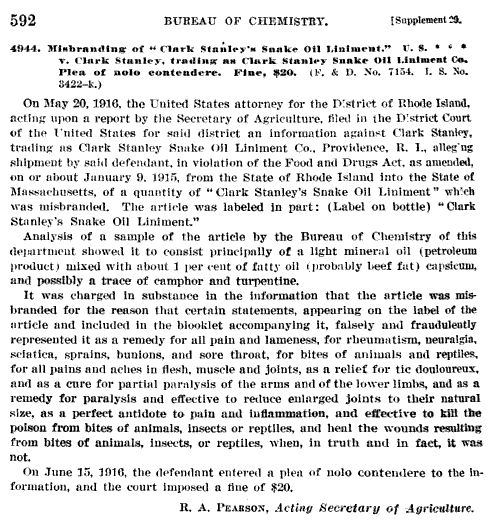
Отчет о решении Окружного суда Соединенных Штатов Род-Айленда от 1917 года, оштрафовавшего Кларка Стэнли на 20 долларов за «неправильную маркировку» его «Мази из змеиного масла Кларка Стэнли».

Вероятно, что большая часть змеиного масла, продаваемого западными предпринимателями, была незаконной и не содержала ингредиентов, полученных от каких-либо видов змей. Змеиное масло в Соединённом Королевстве и Соединённых Штатах, вероятно, содержало модифицированное минеральное масло.
Продавец змеиного масла стал архетипом в американской массовой культуре: странствующий «врач» с сомнительным прошлым, с шумом продающий поддельные препараты, предлагающий псевдонаучные доказательства. Для увеличения продаж подставное лицо в толпе свидетельствовало о ценности продукта, пытаясь вызвать покупательский энтузиазм. Далее, продав какое-то количество фальшивых снадобий, «доктор» уезжал из города до того, как его клиенты поймут, что их обманули. Эта афера часто ассоциируется с Диким Западом и появляется в некоторых фильмах жанра вестерн, но судебное решение, осуждающее змеиное масло как лекарство, состоялось в Род-Айленде и касалось змеиного масла, произведенного в Массачусетсе.
Линимент со змеиным маслом Кларка Стэнли, произведенный Кларком Стэнли, «Королем гремучих змей», был протестирован Химическим бюро правительства США, предшественником Управления по санитарному надзору за качеством пищевых продуктов и медикаментов (FDA) в 1916 году. Сохранилось исследование — он содержал минеральное масло, 1 % жирного масла (предположительно сало), капсаицин из перца чили, скипидар и камфору.
В 1916 году, после принятия Закона о чистых пищевых продуктах и лекарствах 1906 года, Химическое бюро проверило мазь Кларка Стэнли со змеиным маслом и обнаружила, что цена сильно завышена и имеет ограниченную ценность. В результате Стэнли столкнулся с федеральным преследованием за мошенническую продажу минерального масла как змеиного. На своем гражданском слушании в 1916 году, инициированном федеральными прокурорами в окружном суде США по Род-Айленду, Стэнли заявил, что nolo contendere (без оспаривания) обвинений против него, не признавая своей вины. Его ходатайство было принято, и в результате он был оштрафован на 20 долларов (около 476 долларов в 2020 году).
Термин змеиное масло с тех пор утвердился в массовой культуре, как ссылка на любую бесполезную смесь, продаваемую как лекарство, и был расширен для описания широкого спектра мошеннических товаров, услуг, идей и видов деятельности, таких как бесполезная риторика в политике. Отсюда змеиное масло в переносном смысле — недействующее лекарство, а продавец змеиного масла — человек, сознательно продающий поддельные снадобья, то есть шарлатан.
Близко к американскому понятию «змеиное масло» русское понятие «фуфломицин» (см. Лекарственные средства с недоказанной эффективностью), появившееся, впрочем, совсем в другую эпоху.

## Современные последствия

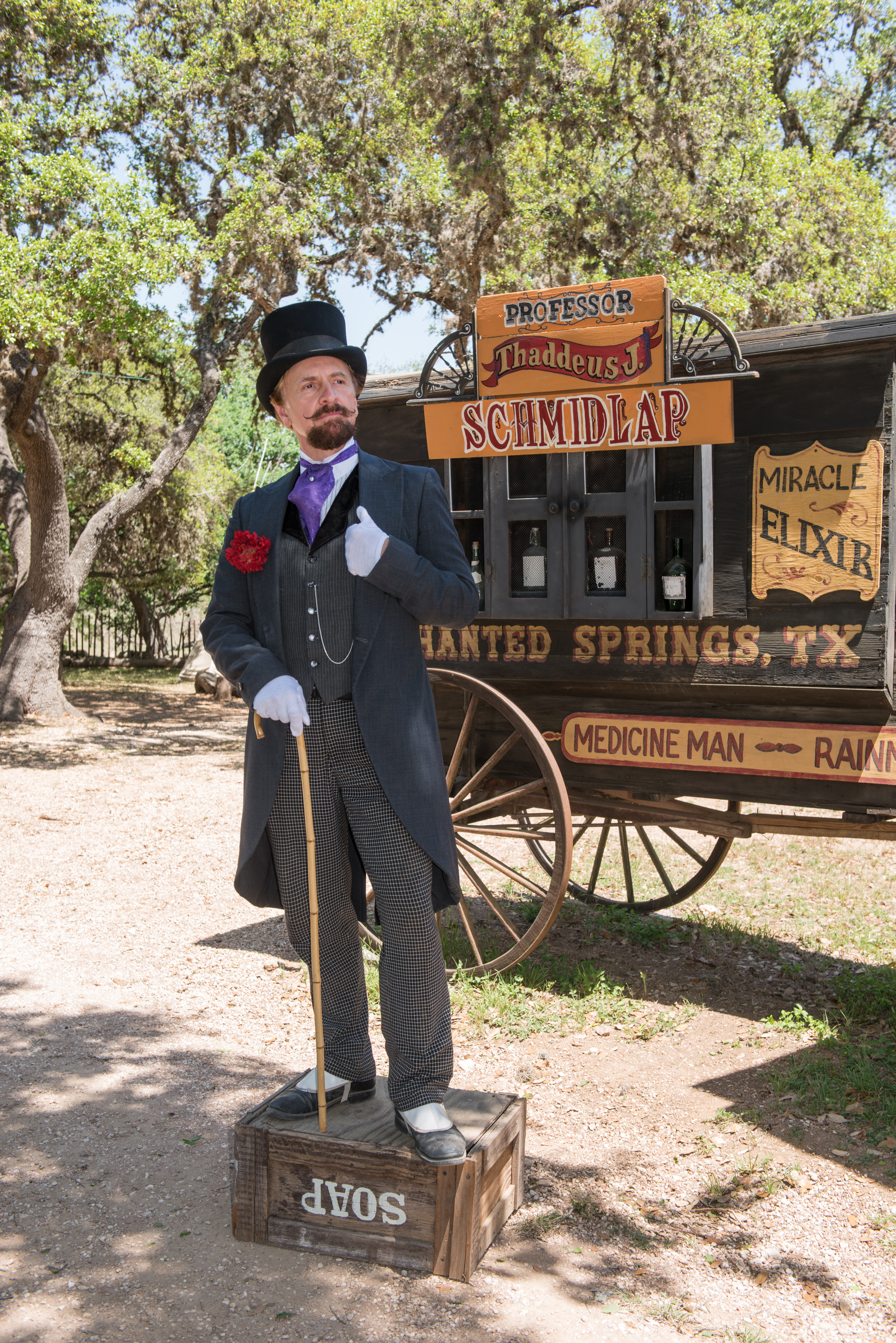
Исторический реконструктор Росс Нельсон в роли «профессора Таддеуса Шмидлапа», постоянного продавца змеиного масла на ранчо Enchanted Springs и в тематическом парке Old West, Берне, Техас.

Фальшивые товары для здоровья, которые медицинские эксперты называют «змеиным маслом», продолжают продаваться в XXI веке, включая лекарственные травы, пищевые добавки, такие продукты, как тибетские поющие чаши (при использовании для лечения) и такие процедуры, как вагинальное распаривание. Компанию Goop обвинили в «продаже змеиного масла» в некоторых её продуктах и рекомендациях для здоровья.
Во время пандемии COVID-19 информационное агентство Синьхуа заявило, что растительный продукт Shuanghuanglian может предотвращать или лечить инфекции, вызванные коронавирусом, стимулируя продажи в США, России и Китае. Однако эти утверждения не имеют научного обоснования.

## В массовой культуре
В игре Hearthstone, в рамках дополнения «Битва в бесплодных землях», антураж которого напоминает Дикий Запад, добавлены карты «Торговец змеиным маслом» и «Сказочный коммивояжер». Они, в свою очередь, генерируют карты «Змеиное масло», наносящие 0 урона.